# Gornji Stepoš
Gornji Stepoš (serbisch-kyrillisch Горњи Степош) ist ein serbisches Dorf in der Gemeinde Kruševac.
Der Ort hat 832 Einwohner (Zensus 2002).